# Sofia Corban
Sofia Corban   (Drăgănești-Vlașca, 1 d'agost de 1956), de soltera Banovici, és una remadora romanesa, ja retirada, que va competir durant les dècades de 1970 i 1980.
El 1980 va prendre part en els Jocs Olímpics d'Estiu de Moscou, on fou quarta en la prova del quàdruple scull amb timoner del programa de rem. Quatre anys més tard, als Jocs de Los Angeles, va guanyar la medalla d'or en mateixa prova. Formà equip amb Maricica Țăran, Anișoara Sorohan, Ioana Badea i Ecaterina Oancia.
En el seu palmarès també destaquen tres medalles de bronze al Campionat del món de rem, el 1979, 1981 i 1982, sempre en el quàdruple scull.